# De fyra elementens brunn

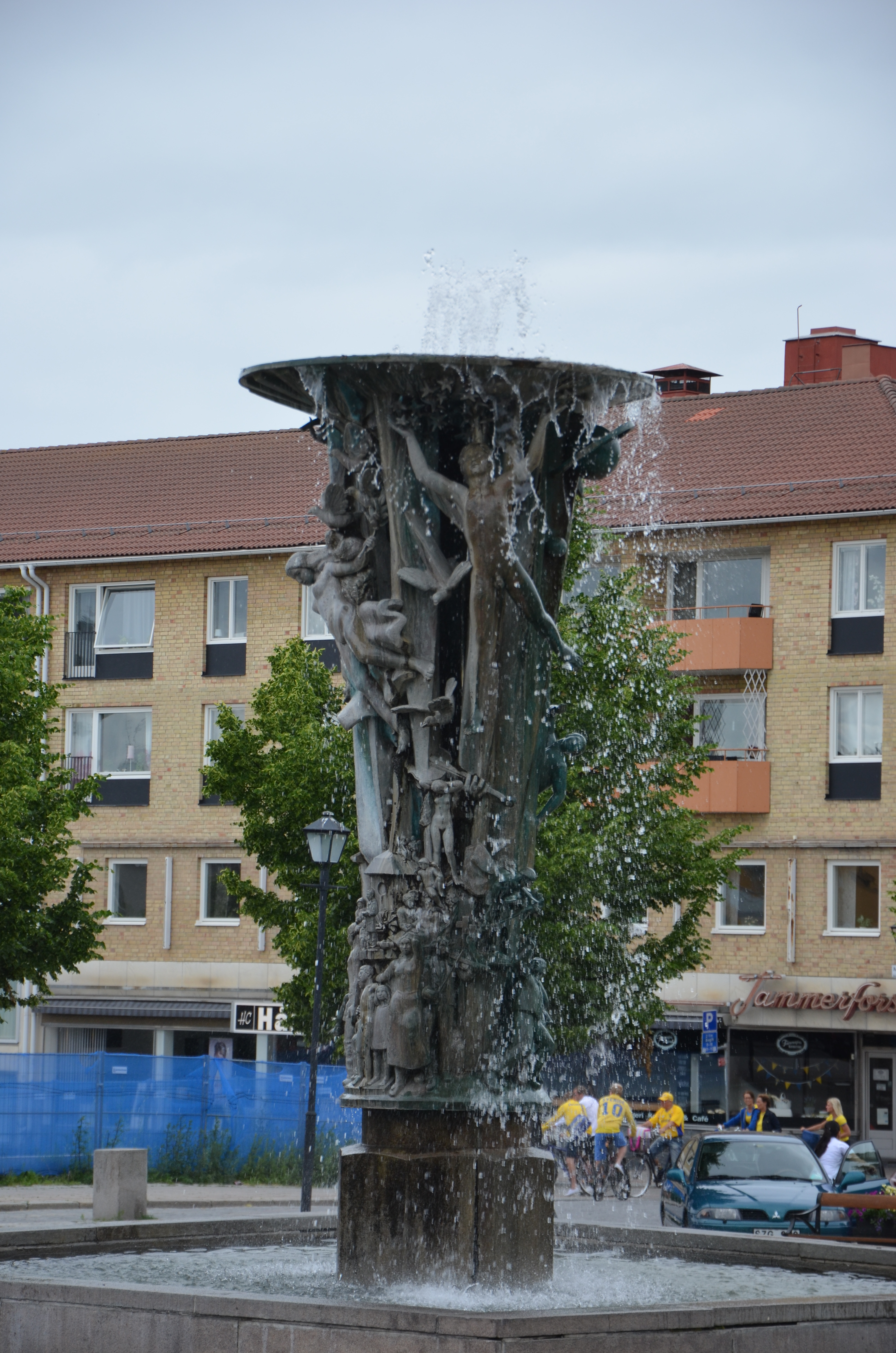
De fyra elementens brunn från nordost

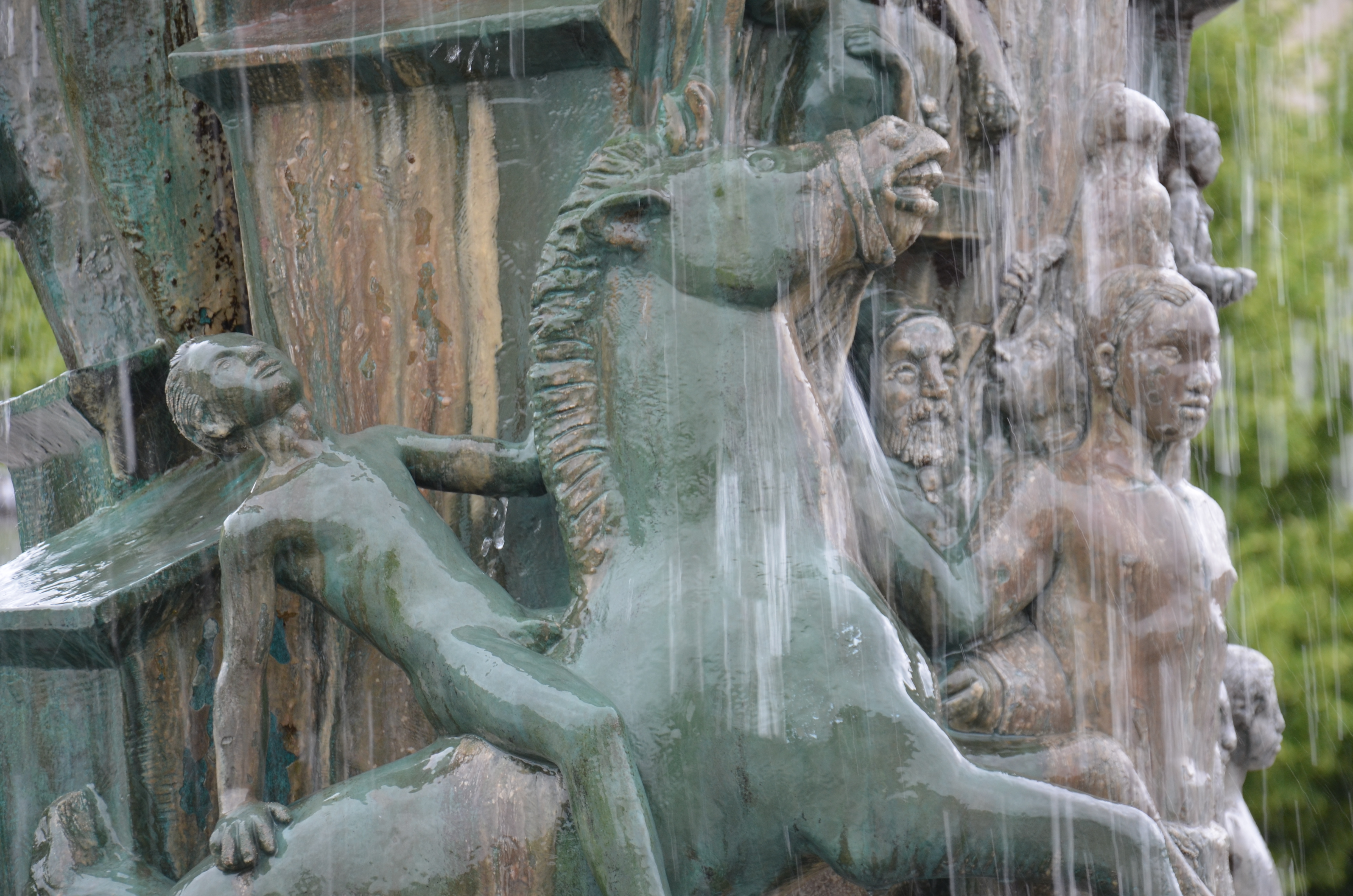
Detalj på sydsidan av brunnen

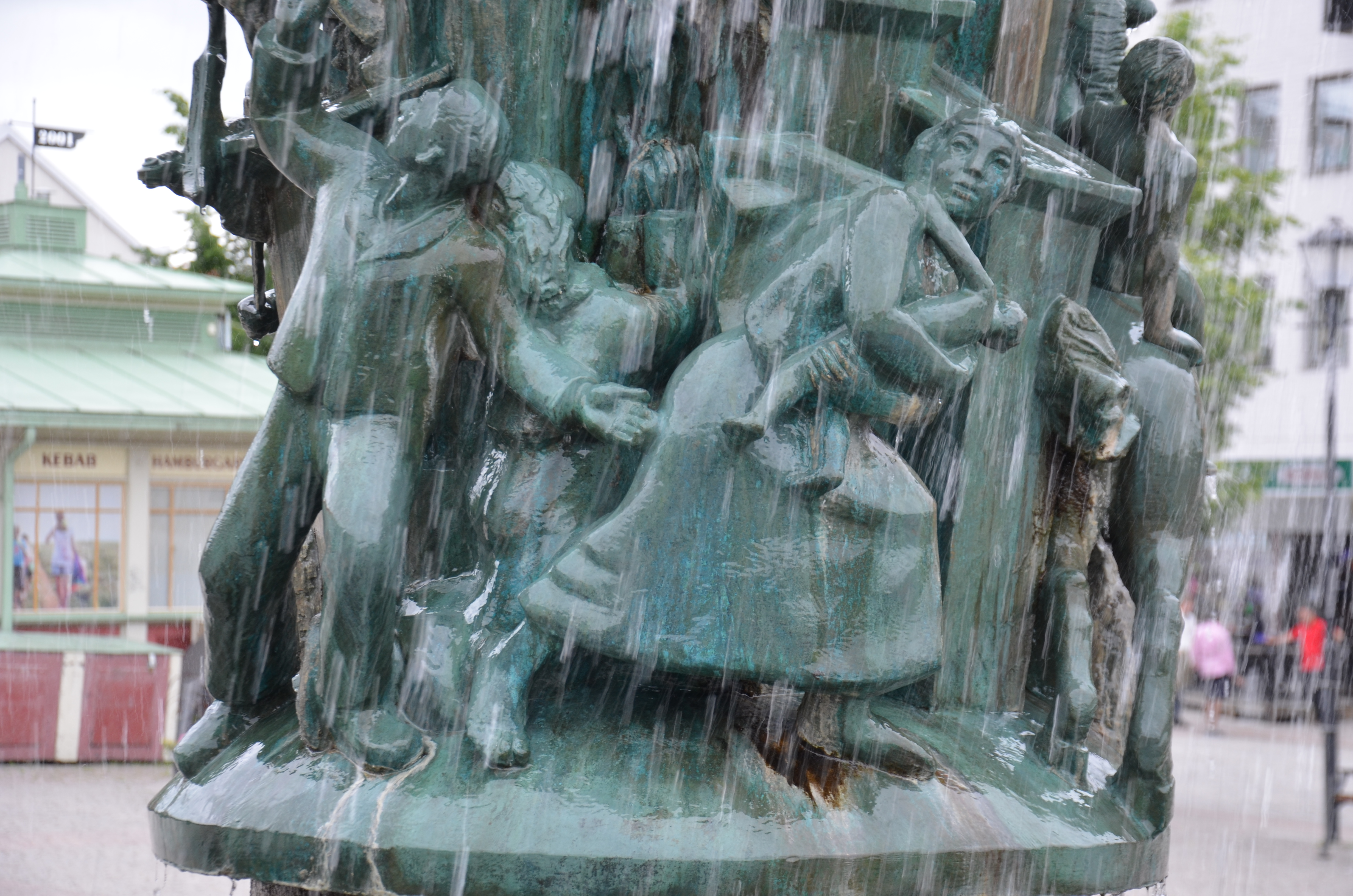
Detalj på nordsidan av brunnen

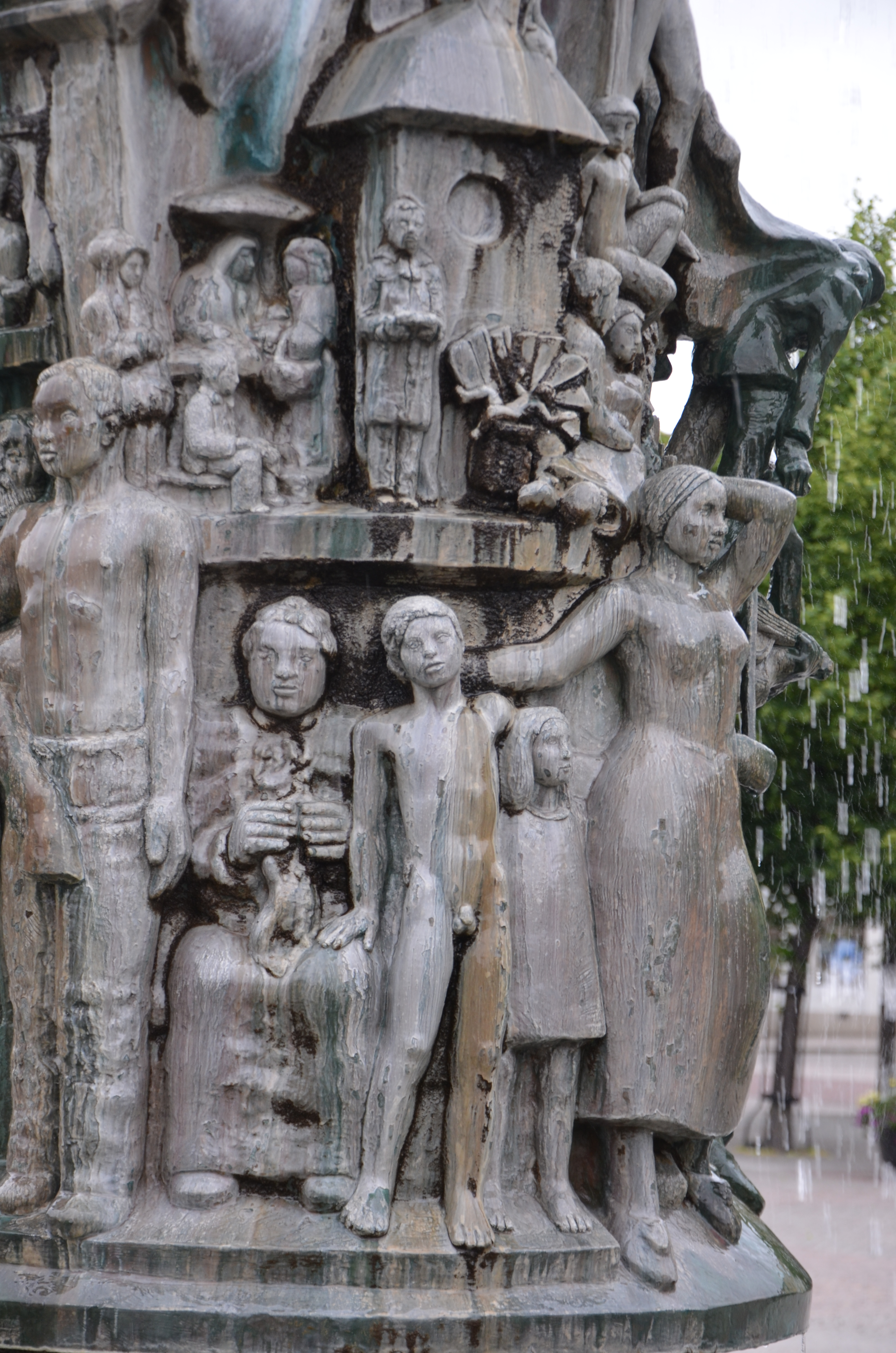
Detalj på sydsidan av brunnen

De fyra elementens brunn är en fontänskulptur av Nils Sjögren på Stora torget i Enköping. 

## Historik
Nils Sjögren utförde, med början 1928 med Vasabrunnen på Larmtorget i Kalmar, flera monumentala brunnar på större torg i svenska städer. De fyra elementens brunn var den sista av dessa som färdigställdes, och följde också Krönikebrunnen i Skara 1934-39, Sjuhäradsbrunnen i Borås 1934-41 och Teaterbrunnen i Malmö 1944-52.
Nils Sjögren påbörjade arbetet med brunnen i Enköping 1941, efter att ha slutat två perioder som professor i skulptur på Konstakademien 1931-41. Förseningar åstadkoms av materialbrist under andra världskriget och penningbrist. Han dog 1952, varefter sonen Bengt Sjögren avslutade arbetet och brunnen kunde invigas sex år efter Nils Sjögrens död 1958.
Brunnen är fem meter hög, av brons, och fylld med symboliska bilder i högrelief, lågrelief och rundskulptur. Nils Sjögren var en berättare, för vilken formen var av underordnad betydelse. Fontänen berättar om de fyra elementen: jorden, luften, elden och vattnet, sammanvävda med Enköpings historia. Beträffande elden anknyter skildringen till storbranden i Enköping 1799. Jorden finns i brunnens nedre del och luften representeras av himlavalvet i den övre delen med sol, måne och stjärnor. Vattenpartiet anknyter till stadens tidigare betydelse som hamnstad vid Mälaren. 
Skulpturens bilder är också indelade i en nordsida och en sydsida. Nordsida visar det onda med krig, skräck och död. Döden representeras av döden med trasig hjälm och krigets bomber i följe. Människor flyr och en kvinna ber till ett krucifix om förskoning. Livets goda finns illustrerat på sydsidan i scener med en pojkes barbackaritt om sommaren, i en serenaden vid ett fönster, ett lantligt kärlekspar och av familjelycka.

## Fotogalleri

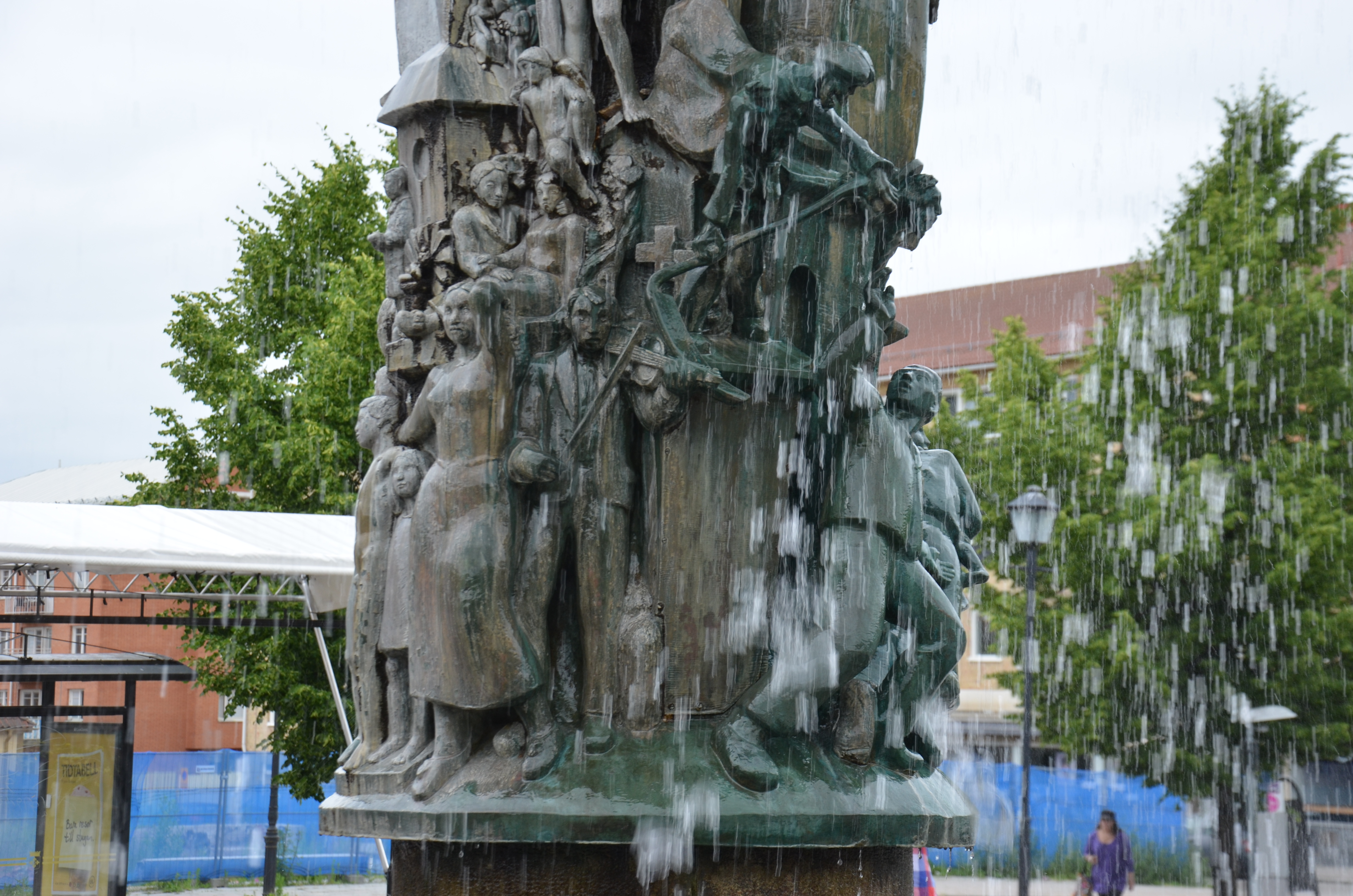
Nedre delen från nordost
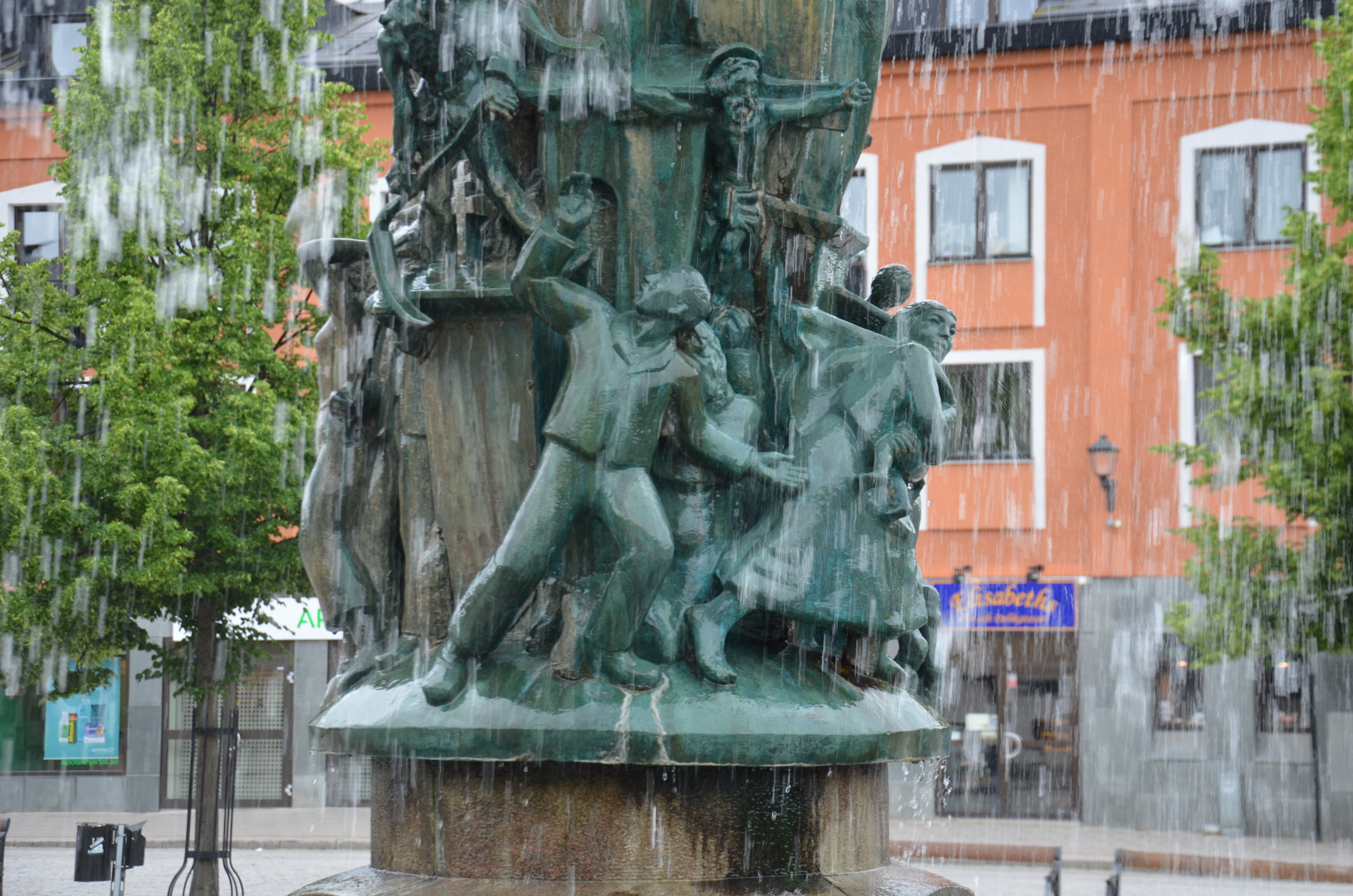
Nedre delen från väster
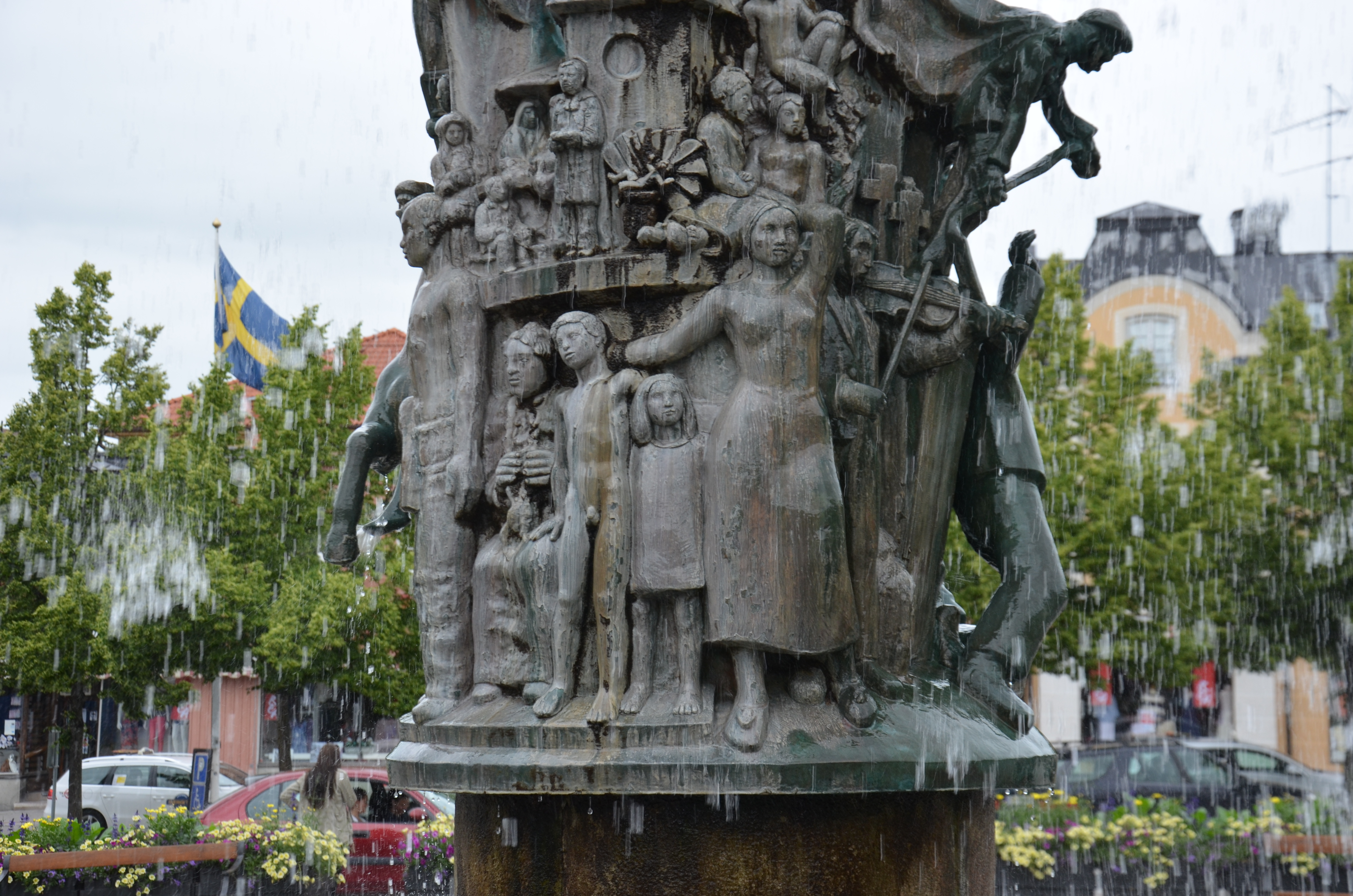
Nedre delen från söder
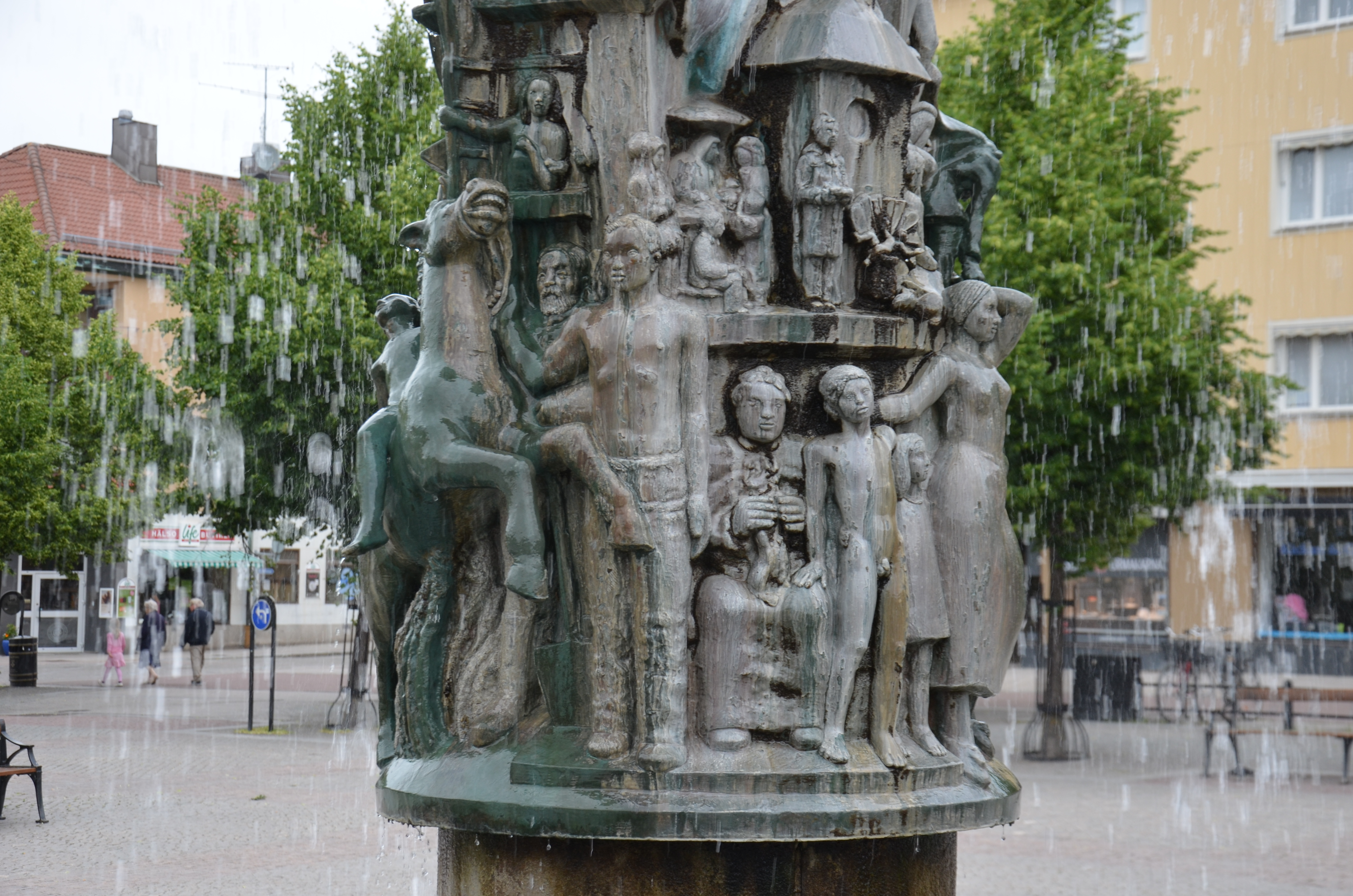
Nedre delen från sydost
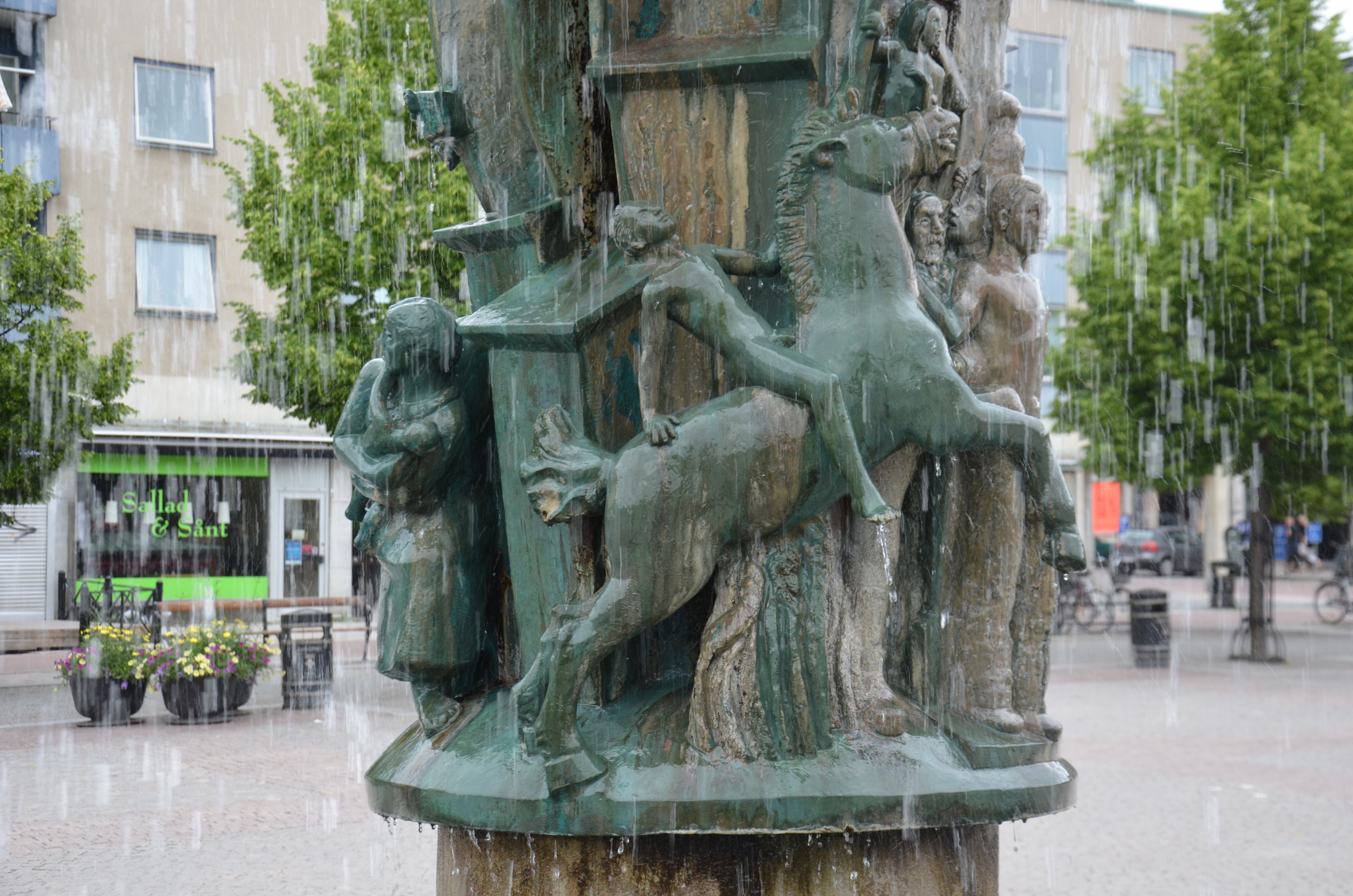
Nedre delen från öster
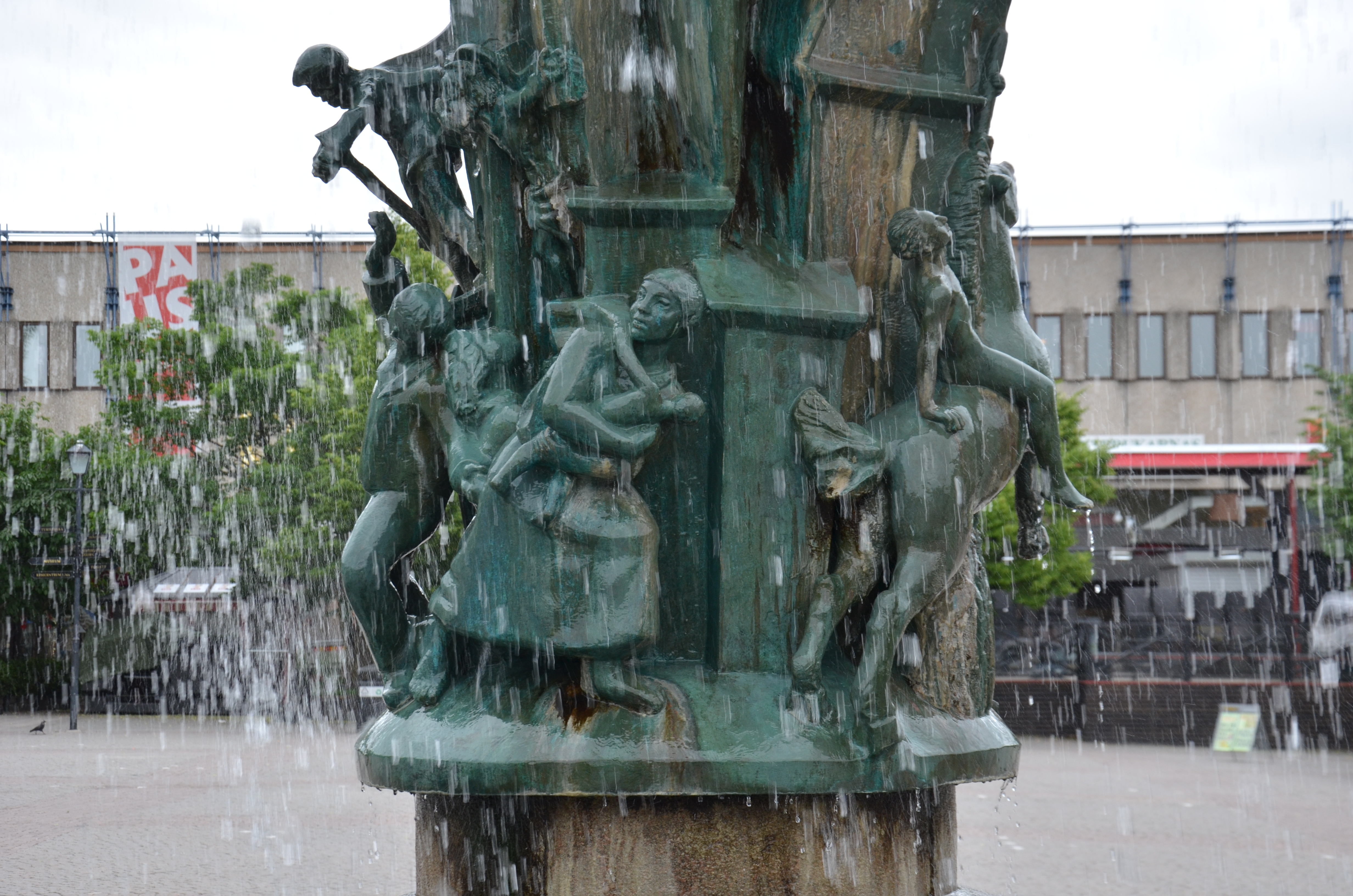
Nedre delen från nordost